# El pecho y la espalda
El pecho y la espalda es la primera novela del escritor paraguayo Jorge Ritter (1908-1977), publicada en 1962, del género del costumbrismo realista. La primera edición se realizó en Buenos Aires, Argentina, y el libro se terminó de escribir en agosto de 1960, en Concepción, Paraguay. Actualmente no hay reediciones, y la obra está agotada. Familiares estudian una nueva reedición (segunda edición) para el 2012 con motivo al 50 aniversario de la primera edición de 1962.

## Trama
La obra ficcionada pinta de modo realista un reflejo de la realidad de un pueblo rural de Paraguay, de la década de 1940. Su protagonista principal es el doctor Reyes. Mediante sus páginas, el autor propone una obra de denuncia, donde se retrata el drama social del campesino paraguayo. En la trama aparecen intrigas lugareñas con personajes que abusan de su poder.
Por eso, el doctor Reyes se presenta como el médico que se interesa, no solo por los males físicos, sino también por los problemas de índole social.

## Personajes
- Principal: Doctor Reyes.

- Secundarios: Personajes del pueblo.

## Ambientación
En un pueblo rural del Paraguay, hacia la década de 1940.